# Ciro Adolfi
Ciro Adolfi (Bergamo, 1683-1758) foi um pintor italiano do período barroco. Irmão do também pintor Giacomo Adolfi, a quem superou em talento, destacou-se pelos seus afrescos, entre os quais uma representação dos quatro evangelistas, em San Alessandro della Croce; a descida da cruz, em Santa Maria delle Grazie; e o martírio de João Batista, na igreja de Colognola.